# Орчета
Орчета (валенс. Orxeta (офіційна назва), ісп. Orcheta) — муніципалітет в Іспанії, у складі автономної спільноти Валенсія, у провінції Аліканте. Населення — 875 осіб (2010).

## Географія
Муніципалітет розташований на відстані близько 360 км на південний схід від Мадрида, 30 км на північний схід від Аліканте.

## Демографія
Динаміка населення (INE ):

## Галерея зображень

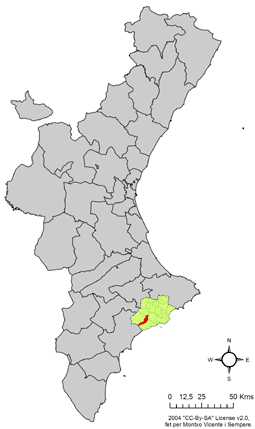
Розташування муніципалітету Орчета у автономній спільноті Валенсія
Розташування муніципалітету Орчета у комарці Маріна-Баха